# 热河群

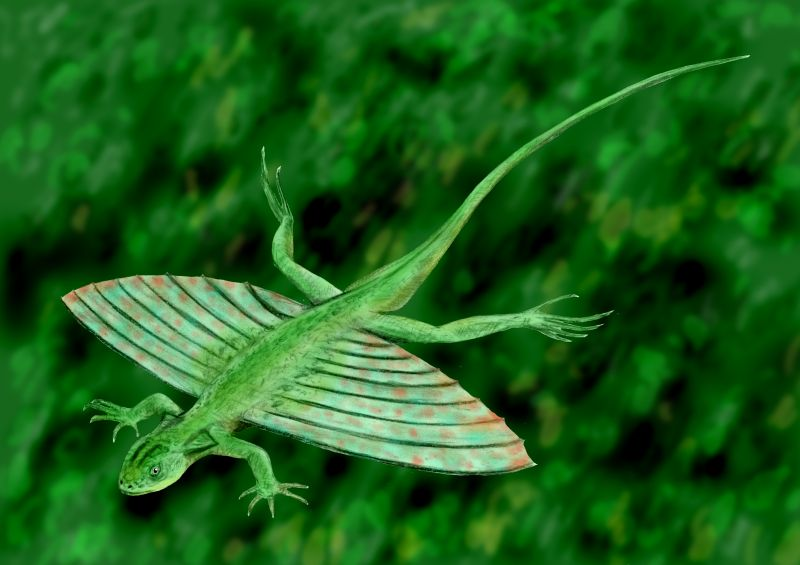
“翔龙”，一種可能具有滑翔能力的爬行動物。

热河群（英語：Jehol Group），是以中国东北部為中心的地层学单位，範圍可能從辽宁、河北和内蒙古等中國境内地区，廣布至蒙古、朝鮮半島與俄羅斯的貝加爾湖附近。而根據該地層標準化石之一——延吉葉肢介屬（Yanjiestheria，是屬於鰓足綱的甲殼類動物）的分布研判，後期的範圍更可能擴及日本的中國地方與中國華南的福建。主要由较古老的义县组和较新的九佛堂组组成。因保存了熱河生物群（英語：Jehol Biota）而著稱。

## 位置、年龄和特征

中国东北部遼寧省的地理情況。

此岩层單位有4700公尺厚，有明顯的分層，其中嵌有有来自火山爆发的玄武岩和凝灰岩。根据放射性同位素定年的结果，热河群形成於距今約1.28至1.1亿年前的白垩纪时期。熱河群亦可細分為數個組，分別為下部的义县组與上部的九佛堂组组成。有關於义县组的下层岩层，其沉積年代仍有争议，有些学者将它歸在上侏罗统，并称之为炒米店子组（Chaomidianzi Formation）。
该地段动植物完整化石存量异常丰富，使得热河组成为最重要的下白垩纪陆地生物化石库。热河生物群中对古生物学有重要意义的是长羽毛的恐龙，原始的鸟类，如孔子鸟，早期真兽亚纲和可能的被子植物 (被子植物门)，即使通常所说的“开花植物”。

## 保存良好的原因
热河群形成的时期正是火山活动频繁的时期，这有两个好处：第一，这有利于地层的年代鉴定，常用的方法有，对锆石进行铀铅测年法，或者是对黑云母和钾长石进行钾氩测年法。第二，这也为热河组化石保存带来极大的好处：火山的灰烬密封了临近湖泊中将要成为化石的沉积物，并为化石标本提供一个缺氧环境，进而阻止了腐化的过程。缺氧使得被埋裹的动物的生物扰动减少。
因此，化石数量最多的平面位于凝灰层下面，它们就是当时的火山灰，火山爆发的时候，当时在附近水域活动的动物或是动物尸体就会被埋住。
脊椎动物的皮毛，羽毛和组织纤维或是以具体形态，或是以印迹的形式被保存下来，就是无脊椎动物的软组织，也有被保留下来。

## 古生物發現
热河群所含動物群一览:
| 群       | 組         | 层 | 鱼類 | 两栖類、爬行类动物和哺乳类动物 | 鸟類 |
| 热河群   |            | | | |      |
| 九佛堂组 | 九佛堂组   | 吉南鱼（Jinanichthys） 隆德鱼（Longdeichthys） 北票鲟（Peipiaosteus） 原白鲟（Protopsephurus） 中华弓鳍鱼（Sinamia） 狼鳍鱼（Lycoptera） | 辽西螈（Liaoxitriton） 遼西龍（Liaoxisaurus） 伊克昭龍（Ikechosaurus） 喜水龍（Philydrosaurus） 辽尖齿兽（Liaoconodon） 傳奇龍（Chuanqilong） 鹦鹉嘴龙（Psittacosaurus） 尾羽龙（Caudipteryx） 小盗龙 中国鸟龙（Sinornithosaurus） 泰坦巨龍类 翼龍類 | 中国鸟（Sinornis） 波罗赤鸟（Boluochia） 义县鸟（Yixianornis） 燕鸟（Yanornis） 会鸟（Sapeornis） 长翼鸟（Longipteryx） 朝阳鸟（Chaoyangia） 松岭鸟（Songlingornis） 热河鸟（Jeholornis） 叉尾鸟（Schizooura） 建昌鸟（Jianchangornis） 華夏鸟（Cathayornis） 麗鳥（Bellulornis） 抓握鳥（Rapaxavis） 重明鳥（Chongmingia） 契氏鳥（Chiappeavis） 火山鳥（Huoshanornis） 大平房鳥（Dapingfangornis） 翔鳥（Xiangornis） 食魚鳥（Piscivoravis） 周氏鳥（Zhouornis）[層位未定] |      |
| 义县组   | 金刚山层   | 狼鳍鱼（Lycoptera） | 满洲龟（Manchurochelys） 满洲鳄（Monjurosuchus） 矢部龙（Yabeinosaurus） 翼龙目（Pterosauria） | 孔子鸟 |      |
| 义县组   | 大王杖子层 | 狼鳍鱼（Lycoptera） 北票鲟（Peipiaosteus） 原白鲟（Protopsephurus） 长背鳍燕鲟（Yanosteus longidorsalis）                                | 满洲鳄（Monjurosuchus） 潜龙（Hyphalosaurus） 矢部龙（Yabeinosaurus） 郝氏翼龙（Haopterus） 兽脚类 锦州龙（Jinzhousaurus） 中华龙鸟（Sinosauropteryx） | 辽西鸟（Liaoxiornis） 冀北鸟（Jibeinia） 孔子鸟 大凌河鳥（Dalingheornis） |      |
| 义县组   | 尖山沟层   | 狼鳍鱼 北票鲟 长背燕鳍鲟 原白鲟 | 热河螈（Jeholotriton） 辽蟾（Liaobatrachus） 丽蟾（Callobatrachus） 满洲龟（Manchurochelys） 满洲鳄（Monjurosuchus） 矢部龙（Yabeinosaurus） 翼龙类（Eosipterus） 树翼龙（Dendrorhynchoides） 鹦鹉嘴龙 中华龙鸟 原始祖鸟 尾羽龙 热河兽（Jeholodens） 東北巨龍（Dongbeititan） 中国猎龙（Sinovenator） 北票龙（Beipiaosaurus） 中国鸟龙（Sinornithosaurus） 中華麗羽龍（Sinocalliopteryx） 张和兽（Zhangheotherium） | 孔子鸟 长城鸟（Changchengornis） 辽宁鸟（Liaoningornis） 始反鸟（Eoenantiornis） 原羽鸟（Protopteryx） 吉祥鳥（Jixiangornis） 錦州鳥（Jinzhouornis） 紅山鳥（Hongshanornis） |      |
| 义县组   | 陆家屯层   | （无） | 无尾目 有鳞目 鹦鹉嘴龙 纖細盜龍（Graciliraptor） 寐龍（Mei） 曲鼻龍（Sinusonasus） 帝龍（Dilong） 切齒龍（Incisivosaurus） 神州龍（Shenzhousaurus） 热河龙（Jeholosaurus） 辽宁角龙（Liaoceratops） 中国猎龙（Sinovenator） 盤足龍相似種（cf. Euhelopus） 爬兽（Repenomamus） | （无） |      |

（根据周忠和, 2004及2011的列表简化並修改。）
另外，在朝鮮新義州也曾發現蛙嘴龍科翼龍與疑似孔子鳥目鳥類的化石，年代可能與義縣組相當。

### 早期鸟类和带羽毛的恐龙
目前人们对下白垩纪鸟类的知识来源于热河生物群的发现：这里的鸟类化石有古鸟类如热河鸟和会鸟，还有孔子鸟。白垩纪时期的代表反鸟亚纲（如中国鸟，原羽鸟，长翼鸟）还有现代鸟类今鸟亚纲的早期代表: 朝阳鸟，松岭鸟，义县鸟和燕鸟。近现代的所有鸟类目都属于今鸟亚纲。不同的形态细节和胃容物证明，这些热河生物群的鸟类当时占有了各种不同的小生境。
特别重要的发现是带羽毛的恐龙如中国鸟龙，尾羽龙和小盗龙，它们显示出了羽毛覆盖体表过程中的不同阶段。它们是鸟类从小型的兽脚类恐龙进化而来的直接证据。

### 哺乳类动物
直到目前为止，在热河生物群发现的6种哺乳类动物分属不同的類別:
| 類型                        | 發現種                                        |
| --------------------------- | --------------------------------------------- |
| 真三尖齒獸類 Eutriconodonta | 熱河獸 （Jeholodens）                         |
| 戈壁錐齒獸類 Gobiconodonta  | 戈壁錐齒獸（Gobiconodon） 爬獸（Repenomamus） |
| 對齒獸類 Symmetrodonta      | 張和獸（Zhangheotherium）                     |
| 多瘤齒獸類 Multituberculata | 中國俊獸（Sinobaatar）                        |
| 真獸類 Multituberculata     | 始祖獸（Eomaia）                              |

最高级的当属真兽亚纲动物：它的四肢比例属于树栖型，而且其骨盆显示，幼兽会如现在的有袋类动物一样，在育儿袋中度过童年时期。

### 被子植物？
被针叶林覆盖的热河植被，也发现了具争议性的被子植物的早期代表：古果（Archaefructus）的花，其上拥有雄蕊，而其果实则很明显在一种心皮的包裹之下。但它缺少的是被子植物的典型结构花瓣和萼片。这里的所说的“心皮”，在有些古植物学家看来并非开花植物的心皮的同源器官。很明显，古果是高级被子植物的一个分支，但其种系发生位置待定。

## 外部連結
- （中文）惊异的热河生物群
- 熱河生物群 - 朝聖中生代生命演化聖地 （页面存档备份，存于） - 自然雜誌27卷1期

1. ↑  Gao, K.-Q., Li, Q.-G., Wei, M.-R., Pak, H., Pak, I. . Journal of the Paleontological Society of Korea. 2009, 25 (1): 57–61  [2020-02-08]. ISSN 1225-0929. （原始内容存档于2021-01-09）.